# Катанац
Катанац или локот (итал. Lucchetto) је преносива брава, која се користи за заштиту имовине од неауторизоване употребе, вандализма и крађе. Катанац се често користи за закључавање кавеза.

## Историја
Катанци су се користили у Кини за време династије Хан (25—220. године). Катанци су се правили од бронзе, месинга, сребра и других материјала. Први кинески катанци су били направљени најчешће од бронзе.
Пронађени су катанци из Римског доба (500 године п. н. е. — 200. године н.е.). Користили су их трговци који су путовали у Азију и Кину.

Први катанци у Енглеској су из 850 године н.е., пронађени су у Јорку, у викиншком насељу Јорвик.

## У популарној култури
- Чувени графички роман сценаристе Џоа Хила (сина Стивена Кинга) и цртача Габријела Родригеза званично је преведен као Локот и кључ (Locke and Key) и велику улогу имају у њему катанци (локоти). По истим мотивима је снимљена и телевизијска серија истога имена.

## Закључавање телефона
Телефони са кружним бројчаником су се могли закључавати посебним катанцем. На тај начин се није могло позивати са тог телефона, ако немаш кључ, али су могли да се примају телефонски позиви.